# Alamein 1933-1962
Alamein 1933-1962 è una memoria di Paolo Caccia Dominioni con 39 disegni e 74 illustrazioni fuori testo, pubblicato originalmente nel febbraio 1963 per l'editore Longanesi. Nel 1963 vinse il Premio Bancarella.

## Storia editoriale
Probabilmente l'idea di un memoriale che raccogliesse l'esperienza personale dell'autore nella seconda guerra mondiale, insieme alle storie di altri protagonisti, ufficiali, reparti e singole divisioni era già presente nei tardi anni'40, infatti Caccia Dominioni integrò con i suoi disegni un testo di Alberto Bechi Luserna cioè I ragazzi della «Folgore», e scrisse il diario Takfír: cronaca dell'ultima battaglia di Alamein, pubblicato nel 1948.
I testi disponibili dopo la guerra erano il "Registro 129", diario storico del battaglione, redatto dallo stesso autore e le cronache sistematiche delle ricognizioni effettuate nel deserto, alla ricerca dei cimiteri di guerra tra il 1948 e il 1958 circa.
Caccia Dominioni mise in appendice al libro anche i nomi dei caduti ritrovati, dispersi, o irreperibili nell'intero teatro di guerra e anche alcune tabelle con statistiche e dati tecnici dell'armamento dei belligeranti.
E' da notare che nelle successive molteplici edizioni, pubblicate fino agli anni '80, l'autore aggiunse correzioni e in minima parte tagliò alcune parti, grazie ai numerosi contributi arrivati tramite le lettere dei tanti reduci che lessero la prima versione e che vennero poi riassunti nelle note a fine di ogni capitolo.

## Trama
Antefatto: l'autore di questo libro fin dal lontano 1933 visitò quel luogo, Alamein che allora era soltanto un nome sulle carte geografiche, in veste di turista, senza immaginare che dieci anni dopo avrebbe qui partecipato ad una delle più grandi battaglie dell’ultimo conflitto e ancora più tardi, per più di un decennio, sarebbe vissuto nel deserto intento ad una paziente e pietosa missione, quella di raccogliere e riconoscere le salme dei caduti di ogni schieramento.
Gli accenni prettamente autobiografici in questo volume non sono molti e talvolta soltanto epistolari; il vero protagonista è il Battaglione italiano che fu all’epicentro del grande ciclone guerresco, il 31°Guastatori del Genio.
Tale battaglione, già presente in Africa dal 1941, viene impiegato nella presa di Tobruk, successivamente schierato nella zona di El Alamein e nella stabilizzazione del fronte a luglio 1942, partecipa con Caccia Dominioni al comando, alla Prima battaglia di El Alamein con una compagnia esplorante di guastatori.
Segue un periodo di stasi tra agosto e settembre in cui vengono raccontati vari episodi di carattere locale (ad esempio abbattimento di Hans Joachim Marseille, incontro con Erwin Rommel)
La Seconda battaglia di El Alamein mette fine alla prima parte della storia con i singoli eventi raccontati.
Caccia Dominioni riuscendo a sfuggire all'accerchiamento, nello sganciamento del suo battaglione fu l'unico reparto organico superstite del X Corpo d'armata italiano, distrutto nella battaglia.
Nella seconda parte, che abbraccia il periodo tra il 1948 e il 1962 riprende il racconto in cui l'autore viene incaricato dal governo italiano di redigere una relazione sullo stato del cimitero di guerra italiano di Quota 33 ad El Alamein, a cui segue presto l'incarico di risistemazione.
Ha inizio così una missione di recupero che dura circa quattordici anni,assieme a Renato Chiodini spesi in gran parte nel deserto, alla ricerca delle salme dei caduti di ogni nazione, culminante con la costruzione del sacrario italiano progettato proprio da Caccia Dominioni.
Il testo termina con la lettera a Montgomery in cui si correggono polemicamente le affermazioni antiitaliane del generale nel suo libro del 1950 da El Alamein al fiume Sangro.

## Edizioni
- Paolo Caccia Dominioni, Alamein 1933-1962, Mursia, 1963,  p. 428, ISBN 9788842536284.